# Pablo Uranga
Pour les articles homonymes, voir Uranga.
Pablo Uranga Díaz de Arcaya, né le 26 juin 1861 à Vitoria-Gasteiz (Espagne) et mort le 7 novembre 1934 à Saint-Sébastien (Espagne), est un peintre espagnol d'ascendance basque, surtout connu pour ses portraits et ses scènes de genre. Il fut aussi l'un des fondateurs de l'Asociación de Artistas Vascos (es).

## Biographie

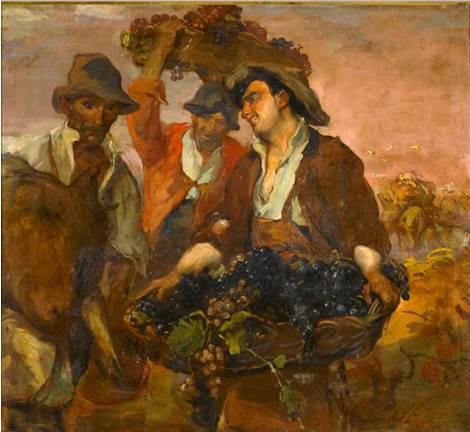
Les Vendanges.

Pablo Uranga nait à Vitoria. Ses parents meurent alors qu'il était encore enfant et il déménage souvent ans des familles d'accueil. À l'âge de dix-sept ans, il suit ses premiers cours d'art à l'école des beaux-arts d'Álava. Il y reste jusqu'en 1880, date à laquelle il s'installe à Madrid pour terminer ses études à la Real Academia de Bellas Artes de San Fernando. Pendant son séjour, il fréquente le Museo del Prado, où il réalise et vend des copies d'œuvres des maîtres anciens.
Par la suite, influencé par son ami le sculpteur Paco Durrio, il se rend à Paris où il côtoie d'autres artistes espagnols de sa génération, comme Ignacio Zuloaga et Santiago Rusiñol, avec qui il partage un appartement sur l'île Saint-Louis. Il tient sa première exposition en 1897. Pendant son séjour parisien, son travail commence à afficher de plus en plus d'éléments impressionnistes, bien qu'ils continuent à être basés sur les styles espagnols classiques.
De retour en Espagne, il séjourne quelque temps à Ségovie, où il partage un atelier avec Zuloaga, dans l'atelier de l'oncle de ce dernier, le céramiste Daniel Zuloaga. Finalement, il se marie et s'installe à Elgeta Gipuzkoa. Avec Zuloaga, il collabore aux peintures murales du casino de Bermeo (détruit par une inondation en 1983).
De 1924 à 1925, il visite les États-Unis et Cuba, où il organise plusieurs expositions. Au cours de ses dernières années, il se concentre sur les portraits, dont un, posthume, de Karl Marx à l'occasion du cinquantième anniversaire de sa mort. Pablo Uranga meurt à Saint-Sébastien, à l'âge de 73 ans.